# Biserica „Sfânta Treime” - Dârste din Brașov
Biserica „Sfânta Treime” - Dârste din Brașov este o biserică ortodoxă din municipiul Brașov. Biserica este parte a unui ansamblu de monumente istorice aflat în cartierul Dârste din Brașov, sub numele de Ansamblul bisericii „Sf. Treime” - Dârste (cod LMI BV-II-a-A-11339).
Ansamblul este format din două monumente:
- Biserica „Sf. Treime” - Dârste (cod LMI BV-II-m-A-11339.01)
- Zid de incintă (cod LMI BV-II-m-A-11339.02)[1]

## Istoric
În urma decretului de toleranță al împăratului Iosif al II-lea din iulie 1781, românii din Dârste, profitând și de vizita împăratului la Brașov în anul 1783, au înaintat o petiție prin care cereau dreptul de a-și construi o biserică. Până atunci ei participau la slujbele ținute la bisericile din Săcele (Baciu, Turcheș) sau din Brașov.

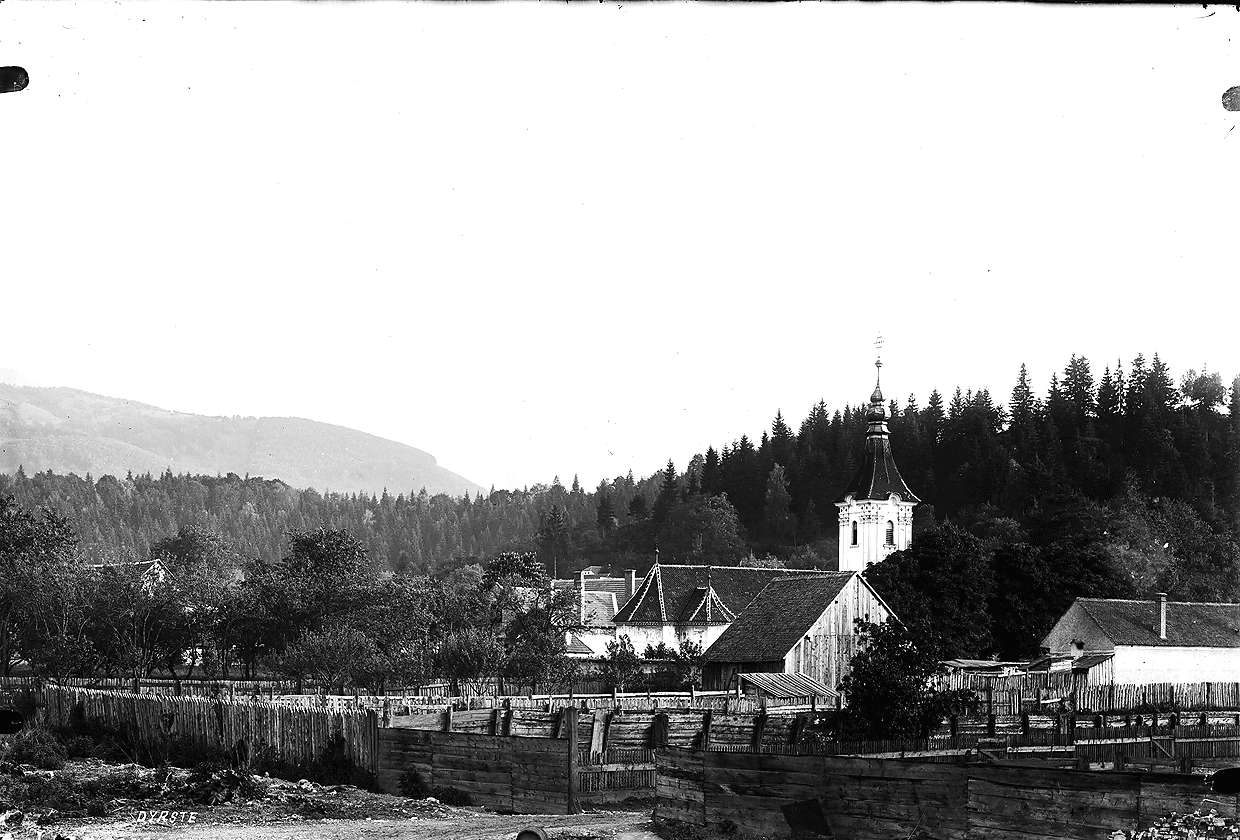
Cartierul Dârste și biserica „Sfânta Treime” - cca. 1900
(fotografie de Leopold Adler)

Aprobarea pentru construirea bisericii a fost acordată și primul ctitor a cumpărat un teren de 10.000 mp. Din registrul inventar al bisericii, început în anul 1881, reiese că biserica a fost construită în anul 1783 și a fost sfințită de episcopul Gherasim Adamovici, cu hramul Sfânta Treime, la data de 26 iunie 1797.
În anul 1833 biserica a fost renovată cu sprijinul financiar al unor negustori locali, tot atunci fiind ridicat și turnul bisericii, în care au fost instalate ulterior două clopote mari. În aceeași perioadă a fost amenajat și cimitirul, care împrejmuia biserica până la șosea. În anul 1890 un negustor din Baciu-Săcele a donat bisericii casa și grădina sa din Dârste, pentru a fi folosită drept casă parohială.
Ulterior biserica s-a parchetat cu lemn de stejar (în anul 1921), iar în 1926 s-au confecționat toate stranele din biserică și s-a construit podișorul de deasupra pronaosului. Biserica a mai suferit o renovare între anii 1970-1972, iar la 28 august 1983, cu ocazia aniversarii a 200 de ani de la construirea bisericii, aceasta a fost resfințită de episcopul vicar de la Sibiu Lucian Florea.

## Arhitectura
Stilul arhitectural seamănă cu cel al altor biserici ortodoxe din Țara Bârsei construite în aceeiași perioadă. Ridicată la sfârșitul secolului al XVIII-lea în stil baroc, biserica și-a păstrat forma inițială până astăzi. Ca formă, înălțime și decor exterior, ea amintește de alte patru biserici istorice din Săcele (Baciu, Turcheș, Cernatu, Satulung).
Biserica, construită din cărămidă și beton armat, acoperită cu țiglă, având un turn cu bază pătrată, acoperit inițial cu tablă și ulterior cu țigle, are dimensiunile de 27 m lungime și 8 m lățime, iar în interior are 60 de strane.

## Pictura
În anul 1784 pictorul Radu Dobra a pictat mai multe icoane care s-au păstrat până azi. Întreaga biserica a fost pictată de „zugravul” Ioan Barbuc din Turcheș  în anul 1833. Cea mai veche frescă (singura care a supraviețuit) se află în altar și îl reprezintă pe Isus culcat în mormânt.
În anul 1929 profesorul brașovean Kalbor a realizat pictura exterioară de pe turnul bisericii, cu o frescă pe fațada turnului reprezentând hramul bisericii (Sfânta Treime). Pe părțile laterale a pictat fresce reprezentând pe Sfântul Gheorghe și pe Sfântul Dumitru.
Pictura interioară a fost restaurată între anii 1970-1972 de pictorul bisericesc Dumitru Bâscu și din nou restaurată în 1994, de pictorii restauratori Ioana și Marcel Munteanu. În anul 1996 pictorul bucureștean Dumitru Paul a refăcut pictura exterioară a bisericii.

## Galerie de imagini

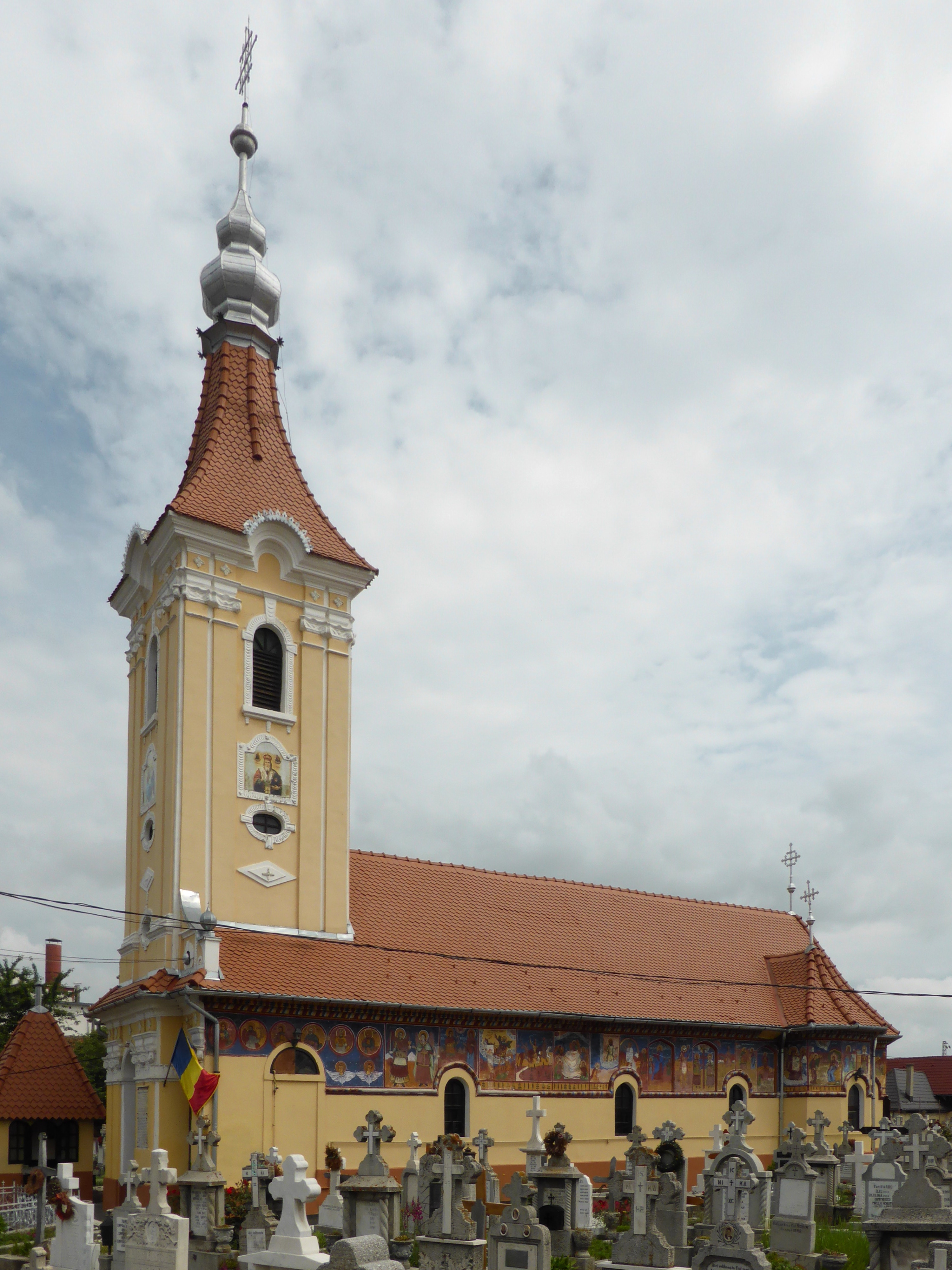
Biserica „Sfânta Treime”
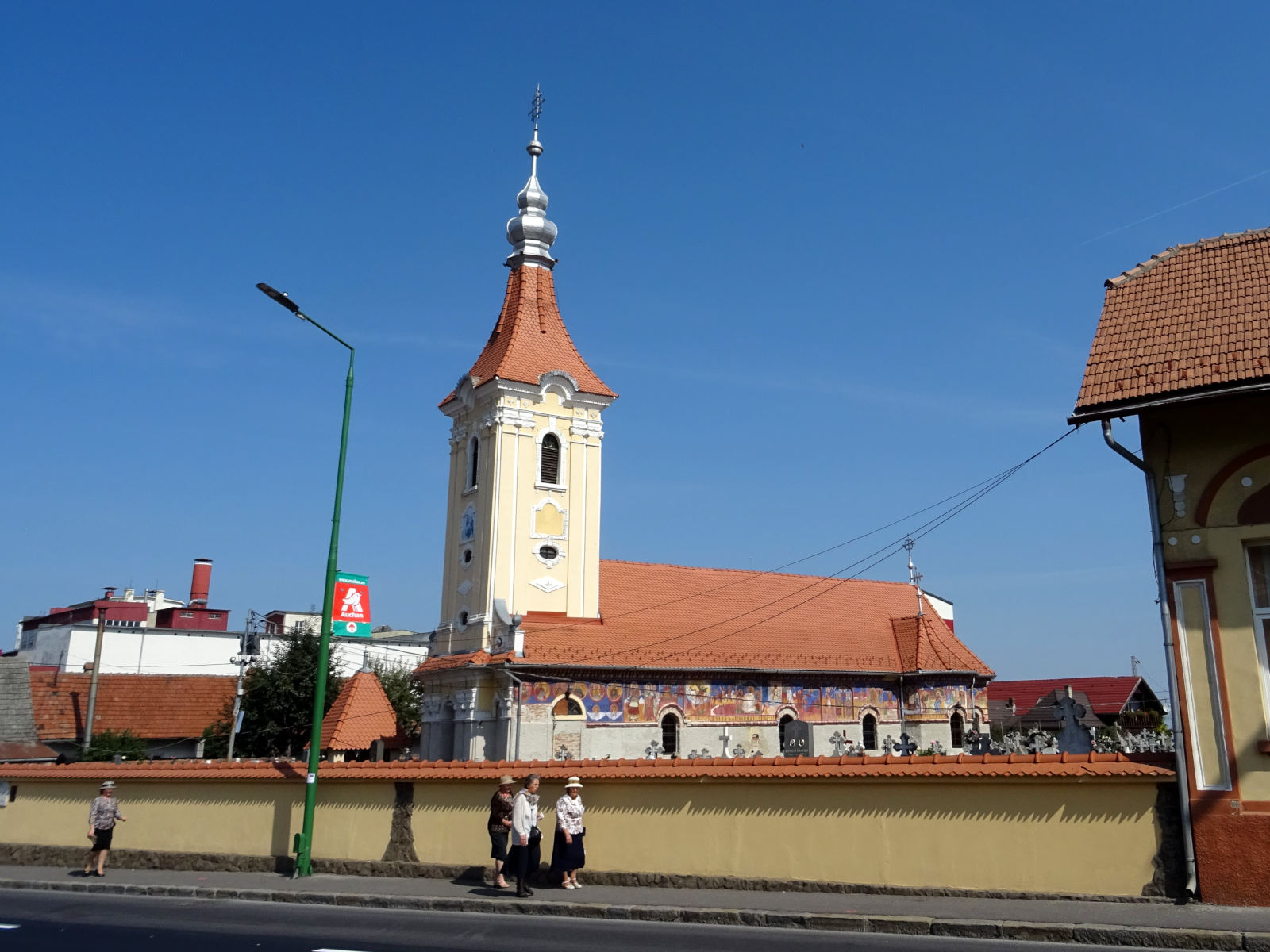
Biserica și zidul incintei
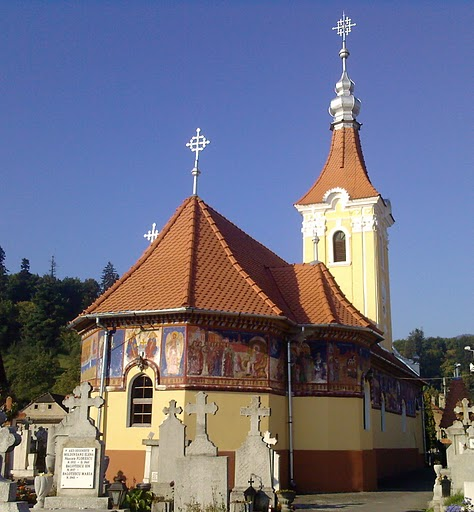
Biserica - latura vestică
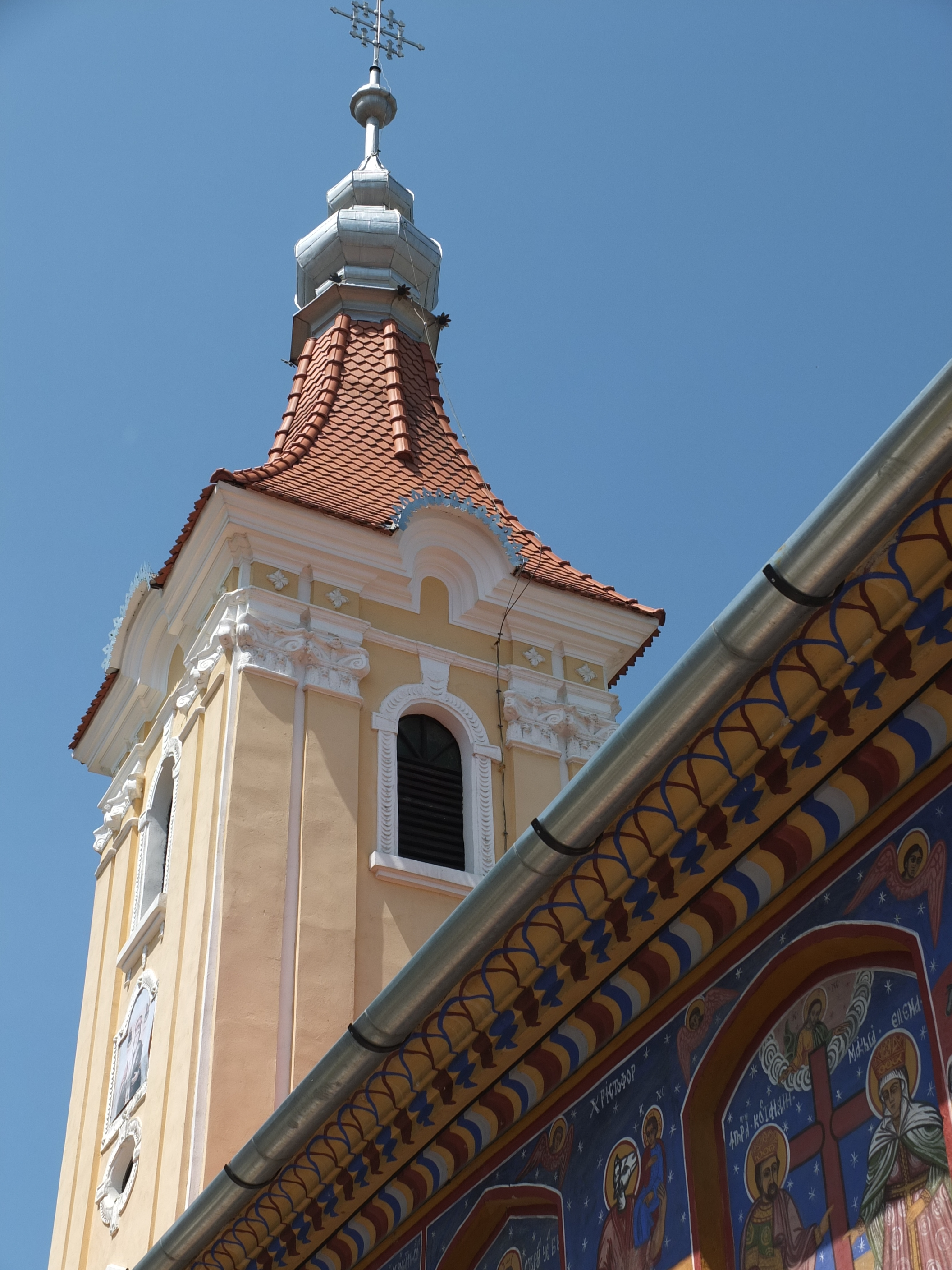
Turnul bisericii
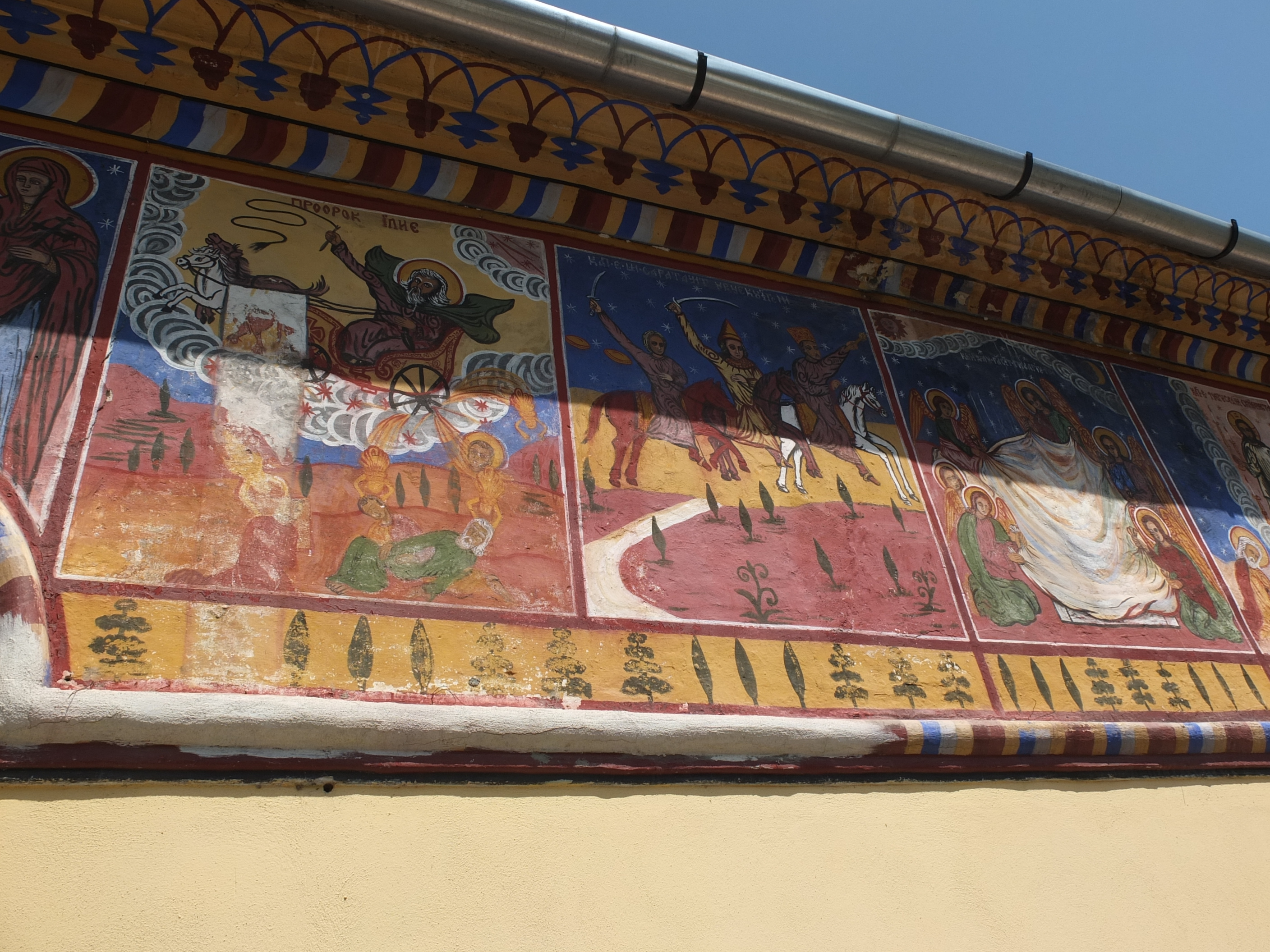
Frescă exterioară